# Futro (album)
Futro – pierwszy i jedyny album polskiego zespołu Futro wydany w 2002 roku przez Sissy Records. Zawiera dwanaście utworów utrzymanych w stylistyce retro-popu, trip-hopu i muzyki elektronicznej. Wśród utworów znalazł się cover Becka "New Pollution". Dziesięć kompozycji Novika śpiewa w języku angielskim, a dwie w języku polskim. Do albumu zrealizowano cztery single: "Lovebit", "Wyspy" (+ teledysk), "The New Pollution" (+ teledysk) oraz "Spacer po miłość..." (polska wersja "Where is...; + teledysk).

## Lista utworów
1. Where is... [3:08]
2. Rainy lust [4:47]
3. New pollution [3:43]
4. Would be easier [4:16]
5. Lovebit [4:17]
6. Time to let go [4:34]
7. Face reading [5:18]
8. In letters [4:21]
9. Mind puzzle [4:49]
10. Someaway [3:20]
11. Wyspy (feat. Fisz) [4:28]
12. Airbag (kiedy wrócisz) [4:00]

## Pozycje na listach
| Lista | Kraj   | Pozycja |
| ----- | ------ | ------- |
| OLiS  | Polska | 28      |